# テグム

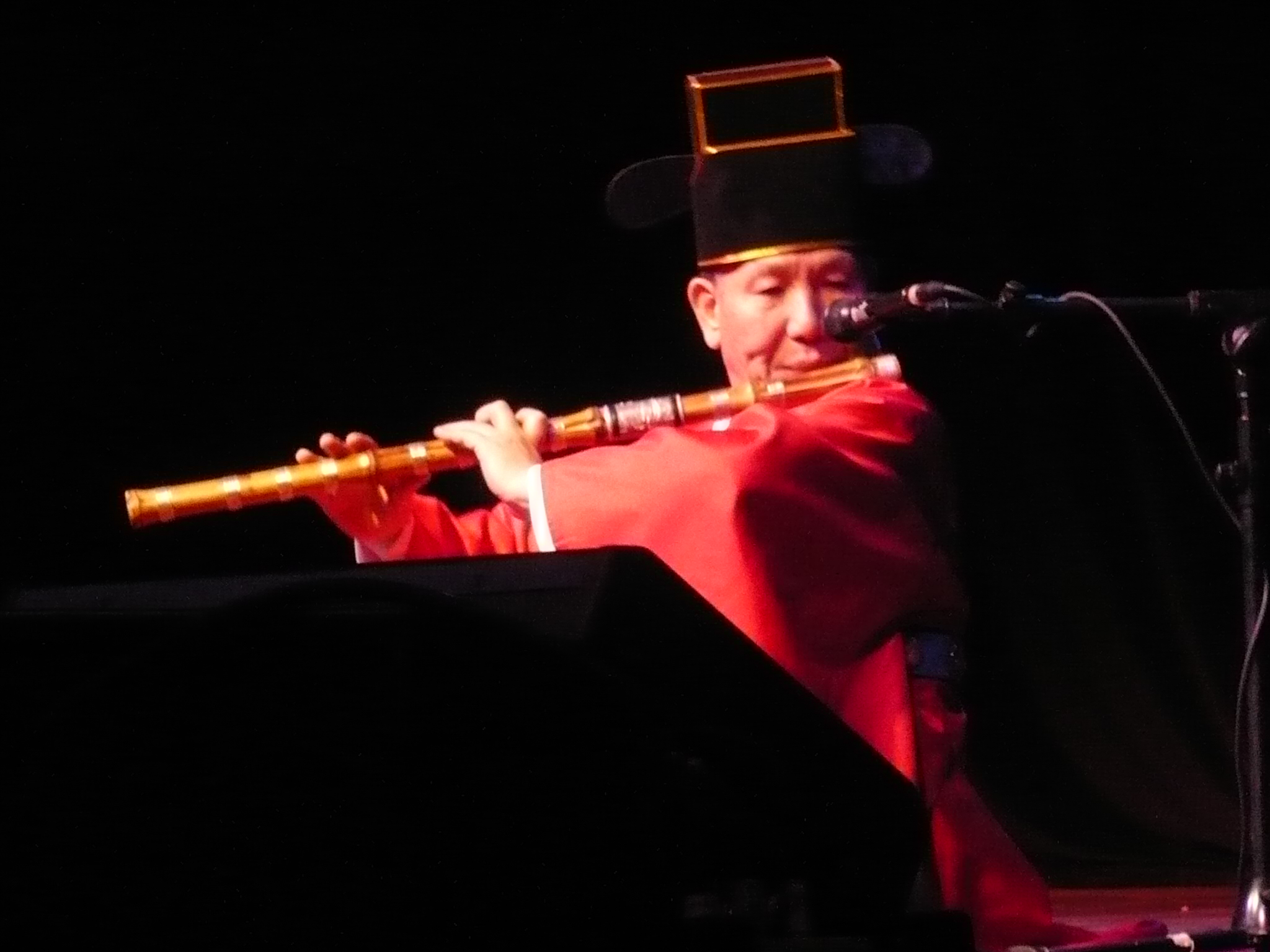

テグム (大笒、대금) は朝鮮の伝統音楽で広く使用される管楽器である。チョ、チョッテとも呼ぶ。音質は非常に澄んでおり、低音は深く神秘的な音が出て、高音は耳に響くのびやかな音が出る。太く長い竹に孔をあけて作られる横笛で、左の肩に乗せて演奏するため、首を左にねじらなければならない。洋の東西を通じてこのような形で演奏される唯一の楽器である 。長さは80cmを超え、喇叭とともに朝鮮の伝統管楽器の中で最も長い。
テグムは王朝の宮中宴礼楽、テプンニュ (‐風流) 、歌曲の伴奏、民俗舞踊曲、シナウィなどに広く用いられ、現代の映画音楽やポピュラー音楽にも使用される。朝鮮の伝統音楽の典型的な編成法である三絃六角を、ヒャンピリ (響篳篥) 2個、ヘグム (奚琴) 、チャング (杖鼓) 、プク (太鼓の一種) とともに構成する。正楽 (チョンアク) テグムと、独奏用である散調 (サンジョ) テグムとに区分され、正楽テグムのほうが散調テグムより長く、音がより高い。朝鮮の伝統楽器の中で、最も改良が遅れた楽器である。
テグムはチュングム（中笒）・ソグム（小笒）と合わせて三竹と呼ばれる。

## 構造
テグムは双骨竹 (両側に溝がある竹) で作れば良い音が出る。竹でできた管の上端はふさがっており、少し下に横向きに吹くための吹き口があり、さらに少し下に清孔が開けられるが、ここに葦の内皮をつけ、その振動で特殊な音色を出す。管の中央には上面に6個の指孔が開けられ、下面には使われない七星孔が1つから5つ開けられる。演奏法は宗廟楽および唐楽系音楽を演奏するときと、郷楽系音楽を演奏するときでは異なる。